# Kahf Nssar
Kahf Nssar (arabiska: كهف النسور) är en ort i Marocko, som i folkräkningen räknas som stad i landskommunen Sidi Lamine. Den ligger i provinsen Khénifra och regionen Béni Mellal-Khénifra, 150 km sydost om huvudstaden Rabat. Antalet invånare var 7 163 vid folkräkningen 2014.